# Kinik

Kiniks geografiska läge markerat i rött.

Kinik är ett distrikt i provinsen Izmir, som ligger vid västra Turkiets kust.